# Pholioxenus quedenfeldti
Pholioxenus quedenfeldti är en skalbaggsart som först beskrevs av Schmidt 1887.  Pholioxenus quedenfeldti ingår i släktet Pholioxenus och familjen stumpbaggar. Inga underarter finns listade i Catalogue of Life.